# 湖南环境生物职业技术学院
湖南环境生物职业技术学院，位于湖南省衡阳市石鼓区望城路165号，是湖南省一所高等专科大学，有南北两个校区。

## 历史
1975年，衡阳市建立了“湖南农学院衡阳分院”，它是湖南环境生物职业技术学院的前身。
1978（此处存疑）年，“湖南农学院衡阳分院”改名为“湖南林业高等专科学校”。
1999年，“湖南林业高等专科学校”升格为高等职业学校。
2001年，“湖南林业高等专科学校”改名为“湖南环境生物职业技术学院”。
2004年，“衡阳市卫生学校”合并入“湖南环境生物职业技术学院”。

## 学校院系
湖南环境生物职业技术学院拥有1个院，8个系，5个部，两个校区。

### 院
- 生物工程学院
- 园林学院
- 商学院
- 艺术设计学院
- 护理学院
- 医药学院

### 部
- 公共基础课部
- 思想政治理论课教研部
- 体育部
- 中职部

## 学校文化

### 校训
正德强技、爱国荣校

### 官方刊物
《湖南环境生物职业技术学院学报》创刊于1995年，是湖南环境生物职业技术学院的官方刊物。

## 荣誉
湖南环境生物职业技术学院先后获得“全国职业教育先进单位”、“全国绿化模范单位”、“国家生态文明教育基地”、“湖南省文明单位”、“湖南省园林式单位”、“湖南省文明高等学校”、“湖南省科普基地”、“湖南省职业教育与成人教育先进单位”、“湖南省基层党建示范点”、“湖南省首批黄炎培职业教育优秀学校”等荣誉称号。